# Morten Bruus
Morten Bruus (født 19. januar 1948), er en dansk filmfotograf.

## Filmografi
- Kidnapning (2017)
- Tarok (2013)
- Hvidsten Gruppen - nogle må dø for at andre kan leve (2012)
- Niels Skousen - 40 år i dansk rock (2012)
- Min avatar og mig (2010)
- Nedenunder (2009)
- Den perfekte muslim (2009)
- Troells troldspejl (2008)
- Anja & Viktor - i medgang og modgang (2008)
- Sanselighedens pris (2007)
- Nice to meet you (2007)
- Rich Kids (2007)
- Robust - Sofies år (2006)
- Hjerteflimmer (2006)
- Bølle Bob & Smukke Sally (2005)
- Mathias skal i skole (2005)
- Hvorfor har mænd magten? (2004)
- En familie i krig (2004)
- K-notatet (2004)
- Familien Gregersen (2004)
- De besatte (2003)
- Klassens klovn (2003)
- Arif Hossein - ETV, Dhaka (2002)
- Flash of a dream (2002)
- Send mere slik (2001)
- Leïla (2001)
- Da verden kom til Jonathan (2000)
- Den femte port (2000)
- At danse med engle (1999)
- Majoren (1998)
- De hemmelige ord (1997)
- Skæbnetimen (1997)
- Bandleader - Pierre Dørge og New Jungle ochestra (1997)
- Himmelstigen (1997)
- Om Gud vil - stemmer fra Gaza (1995)
- Nattens syn (1995)
- Lærerinden (1995)
- Billeder til tiden (1994)
- Højskole 1994 (1994)
- Rejsen tilbage - Jorden er vores mor 2. del (1993)
- Min krop er min (1992)
- Nu - et øjeblik på Jorden (1992)
- Den store beslutning (1991)
- Spildevandet blomstrer (1990)
- Bananen - skræl den før din nabo! (1990)
- 17 op (1989)
- Tarzan Mama Mia (1989)
- Hyddelihat (1989)
- Christian (1989)
- Dansk litteratur (1989)
- Rami og Julie (1988)
- Transformationer - verdener i forvandling (1988)
- Mellem himmel og jord (1988)
- Øjeblikkets perler (1987)
- Jorden er vores mor (1987)
- Een gang strømer... (1987)
- Manden i Månen (1986)
- Rævekagen (1985)
- Video Journalen 1-12 (1985)
- Ballade i byrådet (1985)
- Ups! I-v Den Endelige Løsning (1985)
- Hooked (1985)
- Slås Om Job I-V (1985)
- Naverne på Christiania (1985)
- Clausens garage (1983)
- Rocking Silver (1983)
- Edwins have (1982)
- Felix (1982)
- Af jord er du kommet - på sporet af en dansk husmand (1982)
- Cirkus Casablanca (1981)
- Eldorado (1981)
- Mit Danmark er ikke dit Danmark (1981)
- Kvindesind (1980)
- Pigen fra havet (1980)
- Drømme støjer ikke når de dør (1979)
- Historien om en moder (1979)
- Johnny Larsen (1979)
- Kammesjukjul (1978)
- Kloden rokker (1978)
- 92 minutter af i går (1978)
- Drenge (1977)
- Clark (1977)
- En forårsdag i helvede (1977)
- Christiania (1977)
- En fisker i Hanstholm (1977)
- Smertens børn (1977)
- Måske ku' vi (1976)
- Kroppens træning og udtryk I (1976)
- Blind makker (1976)
- Herfra min verden går (1976)
- Dejlig er den himmel blå (1975)
- Kroppens træning og udtryk II (1975)
- Kun sandheden (1975)
- Per (1975)
- Robert Jacobsen (1974)
- Nøglehullet (1974)
- Skipper & Co. (1974)
- Flugten (1973)
- Familien med de 100 børn (1972)
- Lenin, din gavtyv! (1972)
- Tjærehandleren (1971)
- Et døgn med Ilse (1971)
- Drej 000 (1970)
- Smuglerne (1970)
- Ang.: Lone (1970)